# 雨装山站
雨裝山站（：／ Ujangsan yeok */?）是首都圈電鐵5號線沿線的一座地下車站，位於韓國首爾特別市江西區鉢山1洞與雨裝山洞的邊界。

## 車站結構
站體為2面2線側式月台的地下車站，候車月台設有月台幕門，並有4處出口。
本站無法轉乘對向列車。

### 月台配置
| 鉢山 ↑ |
| \| 上  |
| ↓ 禾谷 |

| 月台 | 路線             | 目的地                                       |
| ---- | ---------------- | -------------------------------------------- |
| 上行 | ●首都圈電鐵5號線 | 金浦機場、傍花方向                           |
| 下行 | ●首都圈電鐵5號線 | 汝矣島、光化門、上一洞、河南黔丹山、馬川方向 |

## 歷史
- 1996年3月20日：落成啟用。

## 車站周邊
- 江西區民會館
- 雨裝公園
- 韓國第一理工大學（朝鲜语：한국폴리텍I대학）
- 禾谷中學、高校
- 禾谷保健經營高校
- 德源中學
- 德源女子高校
- 大圓市場
- 首爾鉢山郵局
- 鉢山綜合市場（松花二手市集）

## 圖片

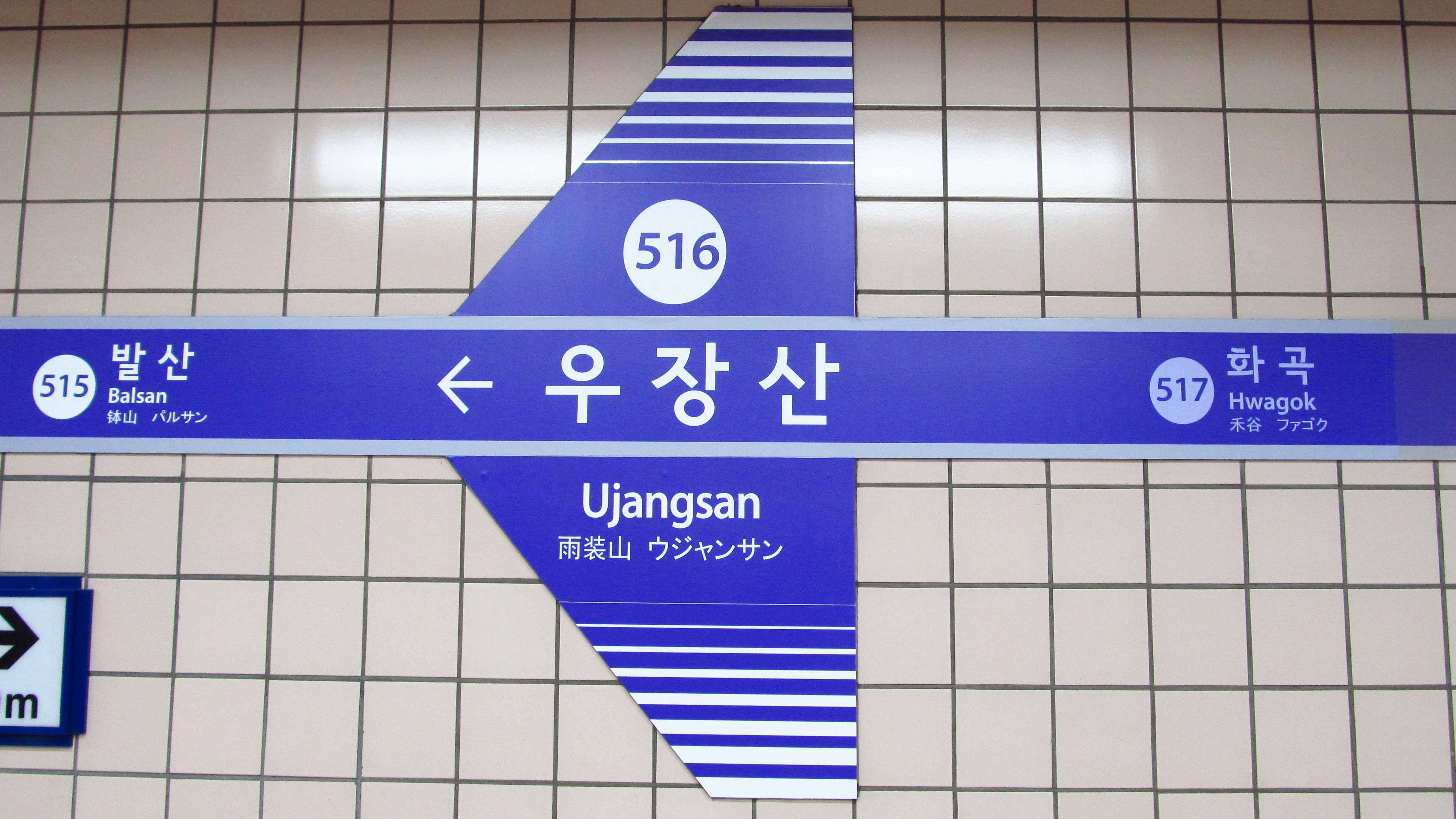
站名牌
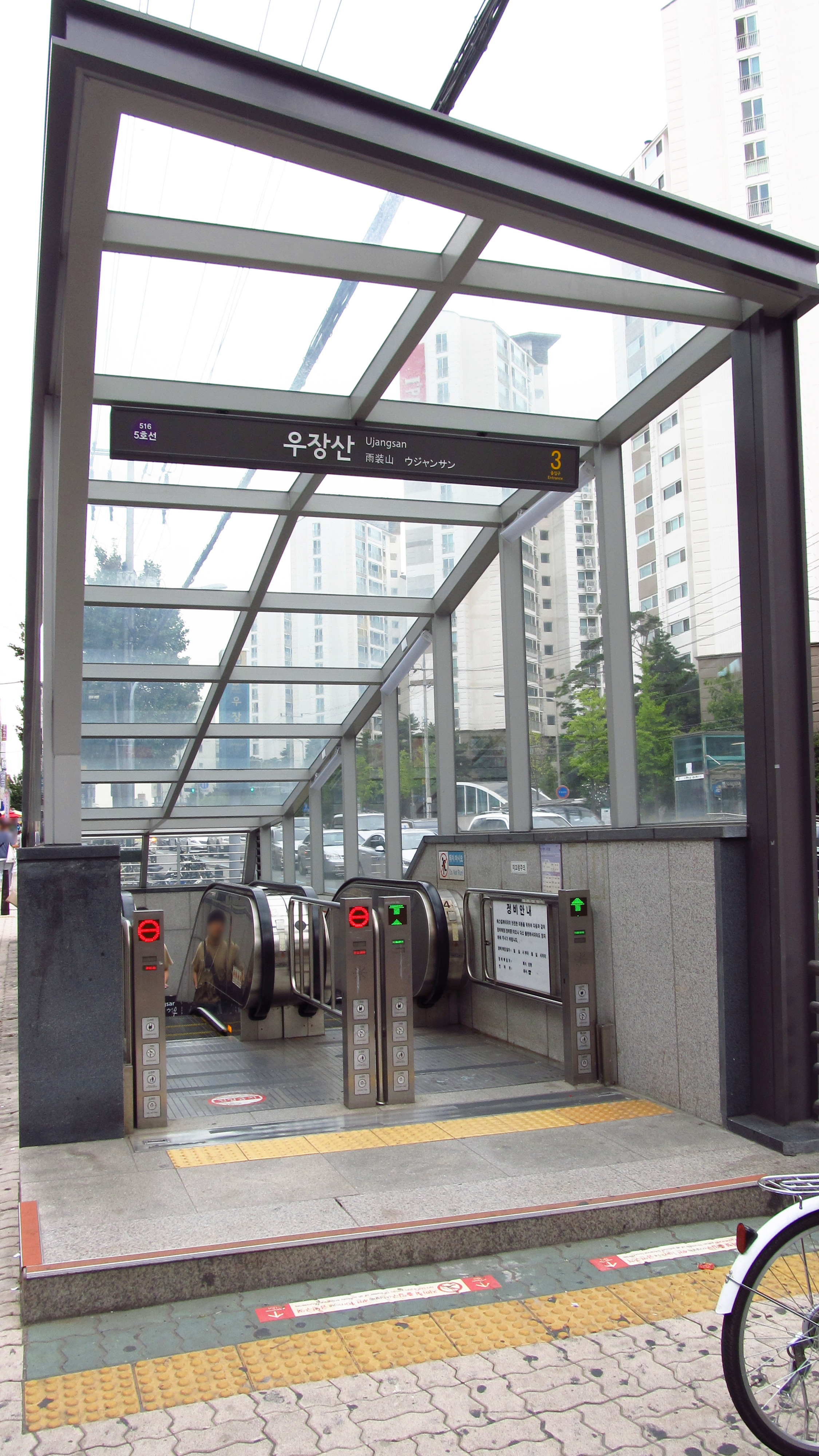
3號出口
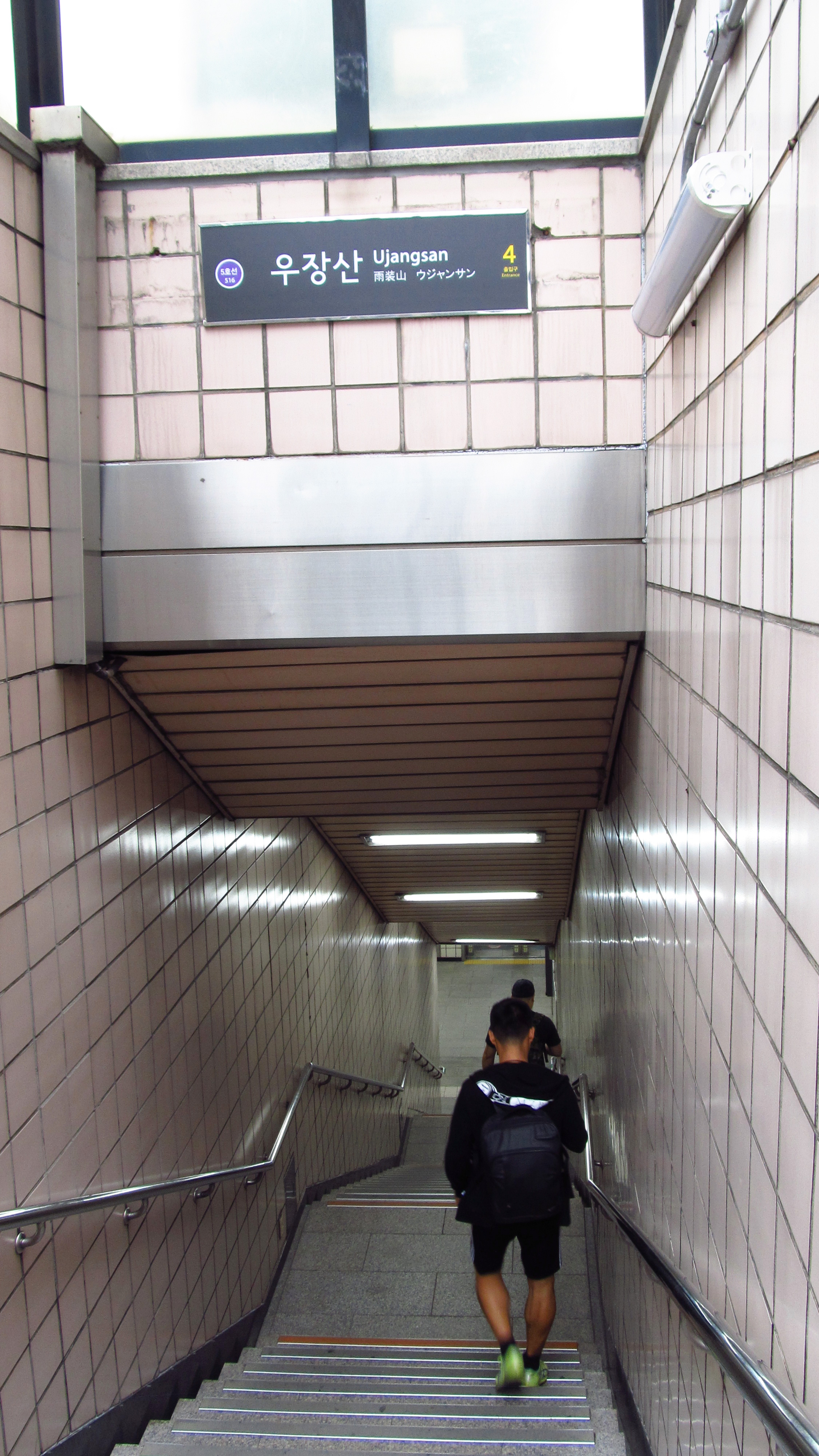
4號出口

## 相鄰車站
首爾交通公社
●首都圈電鐵5號線
鉢山（515）－雨裝山（516）－禾谷（517）